# Amphiscepa camelus
Amphiscepa camelus är en insektsart som först beskrevs av Melichar 1906.  Amphiscepa camelus ingår i släktet Amphiscepa och familjen sköldstritar. Inga underarter finns listade i Catalogue of Life.